# Reazione a Catena
Reazione a Catena (укр. Ланцюгова реакція) — італійське ігрове телешоу (вікторина) на телеканалі Rai 1, у якій дві команди, кожна з трьох учасників, змагаються, вгадуючи слова, за звання чемпіона. Перший випуск відбувся 2 липня 2007 року о 18:45 та був записаний у телевізійному центрі Sony Pictures Television Italia в Римі. Починаючи з другого випуску по сьогодні запис проводиться у другому продюсерському центрі Rai у Неаполі. Транслюється протягом літнього періоду (з 2022 року він тривав до осіннього періоду, тоді як у 2023 році він продовжувався до зимового періоду та закінчився 1 січня 2024 року), замінюючи гру «Спадок».

## Опис
Програма має ігрово-розважальний зміст. У ній учасники повинні вгадати якомога більше слів та виявити асоціації між словами та реченнями з метою завершення «ланцюжка», заснованого на загальних значеннях, прислів’ях, афоризмах, назвах фільмів чи книг тощо. Таким чином, програма вимагає від учасників загальнокультурної підготовки та належного володіння італійською мовою.

### Правила
У грі беруть участь дві команди (розрізняються синім (чемпіони) і помаранчевим (претенденти) кольорами), кожна зі своєю назвою, що складаються з трьох осіб, пов'язаних між собою дружніми, робочими чи іншими стосунками. Після короткої презентації починається етап гри, що складається з восьми раундів (сім з другого по чотирнадцятий випуск, шість у першому випуску). Команда, яка пройде до кінцевого (восьмого) раунду, отримує грошову винагороду, що розділяється на кожного з трьох учасників команди, та повертається до наступного як чинний чемпіон.

### Музика
Починаючи з другого випуску (2008), головним саундтреком є пісня Ghiagandé, написана Пінуччо Піраццолі, текст якої, як стверджує сам автор, є безглуздим, оскільки в програмі було не дуже доречно вставити текст з точним змістом. Фонова музика програми також була створена Пінуччо Піраццолі.